# Vanguard Records
Vanguard Records ist ein Musiklabel, das 1950 durch Seymour Solomon und seinen jüngeren Bruder Maynard Solomon gegründet wurde. Zunächst als Label für klassische Musik gedacht, ist es heute bekannter durch seine Blues- und Folk-Veröffentlichungen in den 1960er Jahren.

## Geschichte
Unter der Führung von John P. Hammond wurde von 1953 bis 1958 eine Reihe mit Jazz unter dem Namen Jazz Showcase veröffentlicht.
Ab der Mitte der 1950er Jahre wurde das Spektrum erweitert, so dass Vanguard Künstler wie Paul Robeson und The Weavers unter Vertrag nahm. Weiterhin wurden mit jüngeren Künstler wie Joan Baez und Richard Fariña Aufnahmen veröffentlicht (Liste siehe unten).
Für das Vereinigte Königreich und das Commonwealth erwarb das Label Nixa Records Lizenzen von Vanguard Records.
Das Label brachte ab Mitte der 1970er Jahre nur noch wenig Musik heraus. Im Jahr 1985 wurde das Label an die Welk Music Group verkauft. Der Katalog mit der klassischen Musik wurde an Seymour Solomon zurückverkauft, der unter dem Namen Vanguard Classics Musik veröffentlicht wird.

## Unterlabels
- Flip Records war ein kurzlebiges Unterlabel, das sich auf die Veröffentlichung von New Wave und Dancemusik spezialisiert hatte. Nach zwei Veröffentlichungen wurde diese allerdings eingestellt.
- Bach Guild bei diesem Label erschienen, zum Beispiel mit dem Dirigenten Felix Prohaska, eine Reihe von Einspielungen Bachscher Musik wie Kantaten mit österreichischen Interpreten.

## Liste der Künstler
- Hedy West
- Buffy Sainte-Marie
- Joan Baez
- The Weavers
- Alisha
- Bert Jansch
- Country Joe and the Fish
- Ian and Sylvia
- Mimi
- Perrey and Kingsley
- Odetta
- Iannis Xenakis
- Mike Mandel
- Alphonse Mouzon, mit Poussez! und Mouzon's Electric Band
- Carol Williams
- Bobby Henderson
- Henri Renaud
- Larry Coryell (Spaces)